# Damir Pekič
Damir Pekič (Maribor, 1979. január 15. –) szlovén labdarúgó.
Karrierjét első osztályú szlovén csapatoknál kezdte. A 2000–2001-es szezonban 23 góljával a szlovén bajnokság gólkirálya volt. Idegenlégiósként kisebb időt töltött Németországban és Portugáliában is.
2007 nyarán érkezett a ZTE csapatához.
A 2007–2008-as idényben 22 bajnoki mérkőzésen lépett pályára (nyolcszor csereként), összesen 1268 percet töltött a játéktéren, ezeken a mérkőzéseken 5 gólt lőtt. A Ligakupában 5 mérkőzésen 2 gólt szerzett. Egy alkalommal az NB III-ban is szóhoz jutott, sérüléséből felépülve a Veszprém elleni hazai találkozón kapott 65 perc játéklehetőséget.
2008. július 2-án újabb egy évvel meghosszabbította szerződését, 2009 nyaráig.
2008 őszén ötször lépett pályára az élvonalban (négyszer csereként), gólt nem szerzett, összesen 145 percet játszott. Az NB II-es ZTE II színeiben 4 mérkőzésen két gólt lőtt (349 perc alatt). A Ligakupában 5 találkozón 3 gólt szerzett. 2009 januárjában a klub szerződést bontott vele. Ezután visszatért Szlovéniába, a Nafta Lendva csapatához.